# (5484) Inoda
(5484) Inoda (1990 VH1) – planetoida z pasa głównego asteroid okrążająca Słońce w ciągu 3 lat i 273 dni w średniej odległości 2,41 j.a. Została odkryta 7 listopada 1990 roku w Oohira przez Takeshi'ego Uratę. Nazwa planetoidy pochodzi od japońskiego astronoma Shigeru Inody, odkrywcy 17 asteroid.